# Charles Kagimu
Charles Kagimu, né le 15 septembre 1999 à Kawempe, un quartier de Kampala, est un coureur cycliste ougandais.

## Biographie
Il est nommé porte-drapeau de la délégation ougandaise aux Jeux olympiques d'été de 2024 à Paris en compagnie de la nageuse Gloria Muzito.

## Palmarès et résultats

### Par année
- 2017
  - Tour du Burundi :
    - Classement général
    - 1re étape
- 2019
  - Garden City Criterium
- 2022
  - Eddie Njoroge Memorial
- 2023
  -  Champion d'Afrique du contre-la-montre
  - Great Rift Valley Challenge
- 2024
  -  Champion d'Afrique du contre-la-montre
  -  Médaillé d'or du contre-la-montre aux Jeux africains
  -  Médaillé de bronze du championnat d'Afrique sur route
- 2025
  -  Champion d'Ouganda sur route
  -  Champion d'Ouganda du contre-la-montre

### Classements mondiaux
| Année                                 | 2018  | 2019 | 2020  | 2021 | 2022  | 2023 | 2024 |
| ------------------------------------- | ----- | ---- | ----- | ---- | ----- | ---- | ---- |
| Classement mondial                    | 2296e | nc   | 1272e | 855e | 1881e | 534e | 240e |
| UCI Asia Tour                         | 673e  |      |       |      |       |      |      |
| UCI Africa Tour                       | 188e  | nc   | 49e   | 36e  | 110e  | 21e  | 7e   |
|                                       |       |      |       |      |       |      |      |
| Légende : nc = non classéSource : UCI |       |      |       |      |       |      |      |